# WrestleMania III
WrestleMania III var den tredje udgave af pay-per-view-showet WrestleMania produceret af World Wrestling Federation. Det fandt sted 29. marts 1987 fra Pontiac Silverdome i Pontiac, Michigan. 
Begivenheden er særligt kendt for at have været overværet af 93.173 tilskuere, hvilket er det største tilskuerantal for en indendørs sportsbegivenhed i Nordamerika nogensinde. Det er samtidig det wrestlingshow, hvor flest tilskuere har betalt for at komme ind, i verden nogensinde. Mange anser også showet, der blev set af flere millioner mennesker i Nordamerika, for at være højdepunktet i 1980'ernes wrestling-boom i USA.
Der var 12 kampe på programmet ved WrestleMania III. Showet huskes mest for dets main event, som var en VM-titelkamp mellem Hulk Hogan og André the Giant. Kampen var særligt opreklameret, fordi Hulk Hogan havde været regerende verdensmester i mere end tre år, og André the Giant, der var 2,24 m høj og vejede 220 kg, ikke havde tabt en kamp i 15 år. I slutningen af kampen bodyslammede Hogan den store kæmpe og var i stand til at forsvare sin VM-titel. Udover showets main event huskes også kampen mellem Randy Savage og Ricky Steamboat. Kampen, der var om WWF Intercontinental Championship, anses af mange for at være én af de bedste kampe i World Wrestling Entertainments historie. 

## Resultater
- The Can-Am Connection (Rick Martel og Tom Zenk) besejrede Bob Orton og The Magnificent Muraco (med Mr. Fuji)
- Billy Jack Haynes kæmpede uafgjort mod Hercules (med Bobby Heenan)
- Hillbilly Jim, The Haiti Kid og Little Beaver besejrede King Kong Bundy, Little Tokyo og Lord Littlebrook via diskvalifikation
- Harley Race (med Bobby Heenan og The Fabulous Moolah) besejrede Junkyard Dog
- The Dream Team (Greg Valentine og Brutus Beefcake) (med Johnny Valiant og Dino Bravo) besejrede The Fabulous Rougeaus (Jacques og Raymond)
- Roddy Piper besejrede Adrian Adonis (med Jimmy Hart) i en Hair vs. Hair Match
- The Hart Foundation (Bret Hart og Jim Neidhart) og Danny Davis (med Jimmy Hart) besejrede British Bulldogs (Davey Boy Smith og The Dynamite Kid) og Tito Santana i en tagteam-kamp med seks wrestlere
- Butch Reed (med Slick) besejrede Koko B. Ware
- WWF Intercontinental Championship: Ricky Steamboat (med George Steele) besejrede Randy Savage (med Miss Elizabeth)
  - Steamboat vandt dermed titlen i en af de bedste kampe i organisationens historie.
- Honky Tonk Man (med Jimmy Hart) besejrede Jake Roberts (med Alice Cooper)
- The Iron Sheik og Nikolai Volkoff (med Slick) besejrede The Killer Bees (Brian Blair og Jim Brunzell) via diskvalifikation
- WWF Heavyweight Championship: Hulk Hogan besejrede André the Giant (med Bobby Heenan)
  - Hogan bodyslammede André the Giant mod slutningen af kampen og var i stand til at forsvare sin VM-titel.
  - Ifølge WWF var det André the Giants første nederlag i 15 år.

| Sport | Spire Denne artikel om sport er en spire som bør udbygges. Du er velkommen til at hjælpe Wikipedia ved at udvide den. |